# Extinction Rebellion
Extinction Rebellion (ang. extinction – wymieranie, rebellion – bunt, rebelia; skrót XR) – międzynarodowy ruch wykorzystujący akcje masowego obywatelskiego nieposłuszeństwa w celu wymuszenia na rządach działań zapobiegających antropogenicznym zmianom klimatu, utracie bioróżnorodności, masowemu wymieraniu gatunków oraz zagrożeniu wyginięciem ludzkości.
Ruch jest zorganizowany horyzontalnie, na zasadzie oddolnej demokracji – nie ma szefów, a decyzje są podejmowane wspólnie przez członków.
Symbolem ruchu jest stylizowana klepsydra, znaną jako symbol wymierania, która ma służyć jako ostrzeżenie przypominające, że wielu gatunkom szybko ucieka czas pozostały do całkowitego wyginięcia.

## Postulaty
Członkowie chcą, by rządy i media informowały i edukowały o zagrożeniu człowieka i środowiska, by władze podjęły natychmiastowe i radykalne działania (redukcja emisji dwutlenku węgla do zera netto do 2025 r.) oraz zmiana sprawowania władzy poprzez panele obywatelskie jako formy demokracji deliberacyjnej.

## Historia

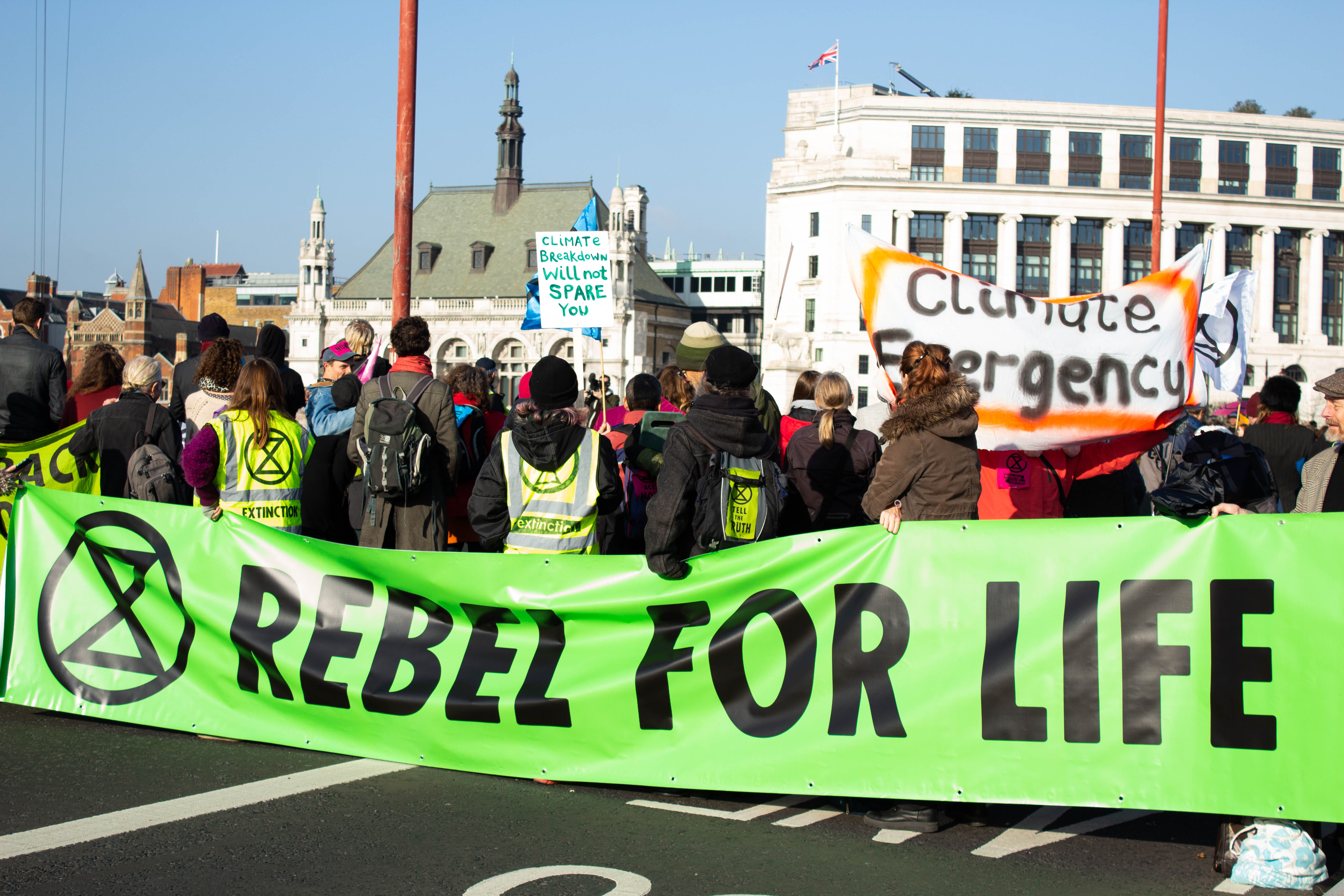
„Dzień buntu” na moście Blackfriars, 17 listopada 2018 r.

Extinction Rebellion powstał w Wielkiej Brytanii w maju 2018, kiedy to 94 naukowców organizujących kampanię Rising Up! podpisało apel o wsparcie kampanii XR, zaplanowanej na październik tego samego roku. W listopadzie 2018 w Londynie kilka tysięcy protestujących dokonało wielu aktów obywatelskiego nieposłuszeństwa, m.in. zablokowali 5 mostów. W kwietniu 2019 tysiące ludzi zablokowało 4 ważne miejsca w centrum Londynu, w tym plac przed parlamentem. 10 września 2019 w Zurychu aktywiści XR zabarwili wodę w rzece Limmat na zielono i dryfowali w niej, udając martwych.

## Sposoby manifestacji

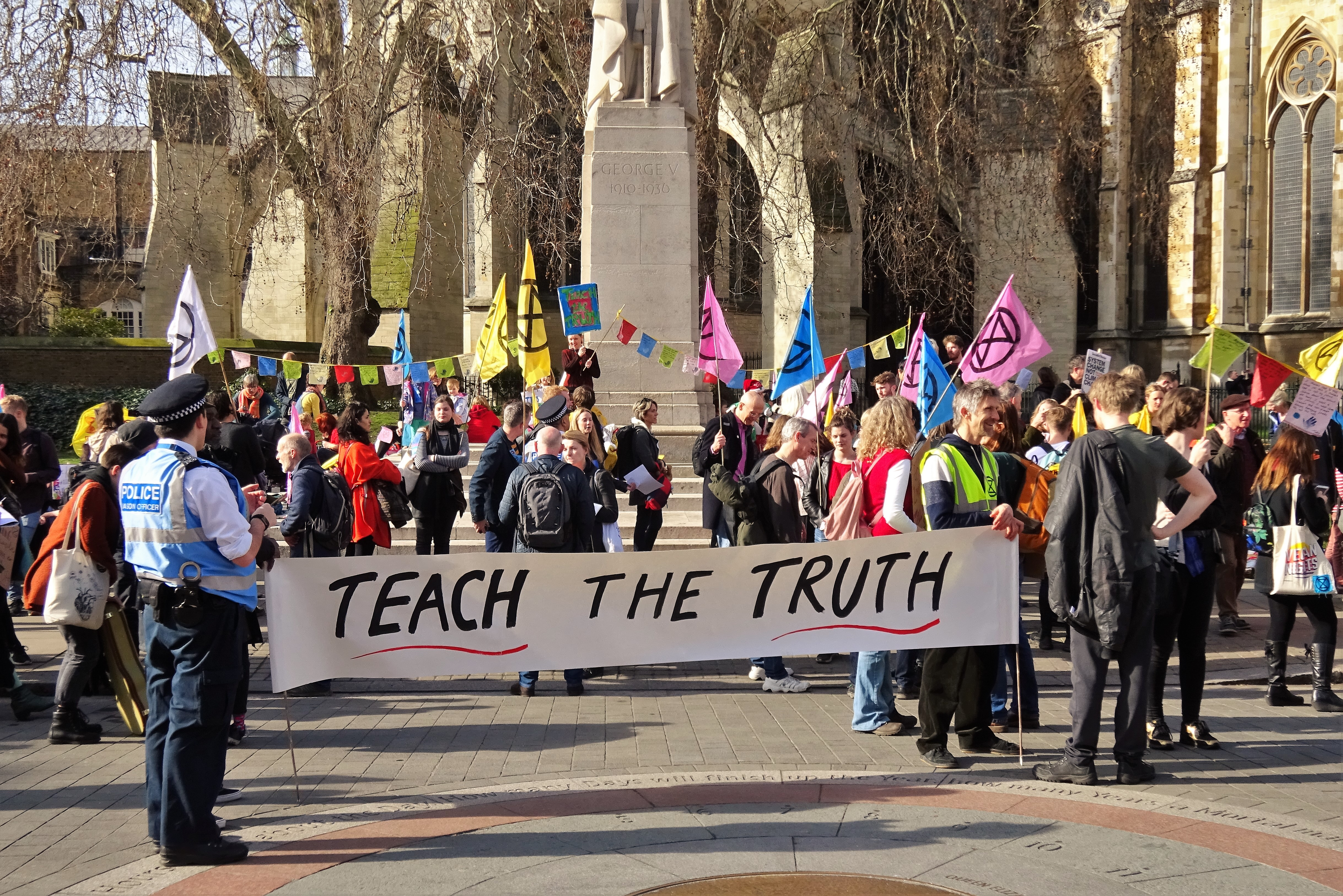
Marsz Extinction Rebellion podczas London Fashion Week w Londynie, 22 lutego 2019 r.

Grupa słynie między innymi z happeningów International Mass Die-In and Celebration, które polegają na wspólnym kładzeniu się w przestrzeni publicznej – działanie to symbolizuje wymieranie. Działacze XR blokują również ruch drogowy, krążąc po przejściach dla pieszych na głównych ulicach miast. Odnoszą się oni w swoich działaniach do ruchu Martina Luthera Kinga, sufrażystek, abolicjonistów, ruchów oporu, także Gandhiego; jak deklarują, bez przemocy. Swoje działania opierają o „Teorię 3,5%”, która zakłada, że najskuteczniejszą metodą przeprowadzenia dużej społecznej zmiany jest nieposłuszeństwo obywatelskie. A żeby z jego pomocą wygrać sprawę, trzeba przyciągnąć i aktywnie w nią zaangażować ok. 3,5% społeczeństwa.

## Ruch w Polsce
Ruch działa w Polsce od 2019 roku. Polska grupa XR rozwieszała setki ulotek z treścią stylizowaną na nekrolog Polski i ludzkości, organizował happeningi Mass Die-In i performance czerwonych wdów, blokował Rondo gen. Charles’a de Gaulle’a w Warszawie. Od 2023 roku skupia swoje działania na tematach związanych z efektywnością energetyczną. 22 września 2023 roku członkowie ruchu zostali zatrzymani w związku z domniemanym atakiem na Premiera Mateusza Morawieckiego.
W 2022 roku aktywiści XR powołują Fundację Aktywizmu Klimatycznego – organizację pozarządową skoncentrowaną na wspieraniu oddolnych ruchów działających na rzecz klimatu w Polsce. Ruch jest inicjatorem i założycielem Gniazda – Centrum Aktywizmu Klimatycznego w Warszawie – wraz z Młodzieżowym Strajkiem Klimatycznym oraz ruchem Rodzice dla Klimatu.